# Dominica nos Jogos Olímpicos de Verão de 2004
Dominica competiu nos Jogos Olímpicos de Verão de 2004, em Atenas, na Grécia.